# Nikolaus Rhodokanakis

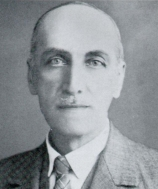
Nikolaus Rhodokanakis

Nikolaus Rhodokanakis (griechisch Νικόλαος Ροδοκανάκης Nikólaos Rodokanákis; arabisch رودوكاناكس; * 8. April 1876 in Alexandria, Ägypten; † 30. Dezember 1945 in Graz, Österreich) war ein griechisch-österreichischer Semitist und Arabist. Er lehrte von 1907 bis 1942 als Professor für semitische Philologie an der Universität Graz und gilt als ein Pionier der Altsüdarabien-Studien (Sabäistik).

## Leben
Rhodokanakis’ familiäre Ursprünge liegen auf der Insel Chios; er war der jüngste von drei Söhnen des Kaufmanns Antonius (oder Antonio) Rhodokanakis und dessen Frau Penelope. Als er eineinhalb Jahre alt war, übersiedelte die Mutter mit ihm nach Triest, ihre Geburtsstadt, wo auch die Großeltern lebten. Dort besuchte er zunächst die private Volksschule der griechisch-orthodoxen Gemeinde, dann von 1885/86 bis 1893 das deutschsprachige Staatsgymnasium. Der mehrsprachig aufgewachsene Rhodokanakis ging mit 17 Jahren nach Wien, um an der dortigen Universität Rechtswissenschaften zu studieren. Im Sommersemester 1894 wechselte er aber an die Philosophische Fakultät, wo er klassische Philologie und Kunstgeschichte, semitische Philologie, Ägyptologie, arabische Paläographie und islamische Geschichte studierte. Seine akademischen Lehrer waren dort Leo Reinisch, Gustav Bickell, Joseph Karabaček, David Heinrich Müller und Jakob Krall.
Mit der Dissertation „Einleitung und erstes Kapitel des Ḳuṭb es-surūr fī waṣf el-ḫumūr von Abū Isḥāḳ Ibrāhīm ibn al-Ḳāsim“ (ar-Raqiq al-Qairawani) wurde er 1898 bei D. H. Müller zum Dr. phil. promoviert. Rhodokanakis setzte seine Studien 1898/99 an der Universität Straßburg bei Theodor Nöldeke (Arabisch und Syrisch) sowie Julius Euting (aramäische Inschriften und arabische Paläographie) fort. Zurück in Wien war er als unbesoldeter Volontär an der k.k. Hofbibliothek tätig, wo er u. a. mit Bedřich Hrozný südarabische Graffiti entzifferte, die D. H. Müller während seiner Expedition gesammelt hatte. Rhodokanakis’ Edition des Dīwāns von Ibn Qais ar-Ruqaiyāt wurde als Habilitationsschrift an der Universität Wien angenommen, die ihm 1903 die Venia legendi für semitische Philologie verlieh. Mit einem Reisestipendium aus der Stiftung des Freiherrn Ludwig von Haber-Linsberg hielt er sich in der ersten Jahreshälfte 1904 zum Studium des Neuarabischen in Kairo und Konstantinopel (Istanbul) auf.
Im selben Jahr ließ sich Rhodokanakis an die Universität Graz umhabilitieren, wo er 1907 zum unbesoldeten, 1910 zum besoldeten außerordentlichen Professor (Extraordinarius) ernannt wurde. Erst 1917 wurde eigens für ihn (ad personam) in Graz eine ordentliche Professur für semitische Philologie geschaffen. Einen Ruf an das Orientalische Institut der Universität Wien, wo er die Nachfolge Maximilian Bittners antreten sollte, lehnte er 1921 ab, zumal dort die Semitistik bereits durch Rudolf Geyer vertreten war, von dessen Fachgebiet Rhodokanakis’ mögliche Lehrtätigkeit nicht klar abgegrenzt war. Einen Ruf nach Bonn im Jahr 1922 nutzte er, um beim Unterrichtsministerium eine bessere Finanzierung seines Instituts in Graz auszuhandeln. Im Studienjahr 1923/24 war er Dekan der philosophischen Fakultät. Nach dem Tod Rudolf Geyers wurde er 1930 erneut nach Wien berufen, entschied sich aber wiederum, in Graz zu bleiben.
Rhodokanakis war ein Gegner der in akademischen Kreisen Österreichs stark verbreiteten deutschnationalen und später auch nationalsozialistischen Ideologie (beispielsweise stimmte er 1923 als einziges Mitglied des Akademischen Senats nicht für die Zulassung eines Verbandes national-sozialistischer Hochschüler in Graz). Nach dem „Anschluss“ Österreichs an NS-Deutschland war er dem Verdacht einer teilweise „nicht-arischen“ Herkunft ausgesetzt. Im Ständestaat war er – wie alle öffentlich Bediensteten – Mitglied der Vaterländischen Front, nach 1938 der Nationalsozialistischen Volkswohlfahrt. Bereits seit 1936 war Rhodokanakis gesundheitlich angeschlagen und wiederholt erkrankt; 1942 wurde er auf eigenen Wunsch von seiner Lehrtätigkeit entpflichtet. Seine Nachfolge trat der Assyriologe Ernst Friedrich Weidner an. Rhodokanakis starb Ende 1945 in Graz.

## Werk und Ehrungen
Nachdem sich Rhodokanakis während seiner frühen Jahre vorwiegend mit alter (nord-)arabischer Literatur befasst hatte, verlagerte sich sein Forschungsschwerpunkt mit der Zeit zunehmend auf die Erforschung des Südarabischen. Bereits 1908 hatte er Texte im umgangssprachlichen Dialekt von Zafār aufgenommen und mit Übersetzung veröffentlicht. Es folgte die Berufung in die Südarabische Kommission der Akademie der Wissenschaften in Wien. Als Nachfolger seines akademischen Lehrers David Heinrich Müller übernahm er ab 1911 die Bearbeitung der altsüdarabischen Inschriften aus der Sammlung des Forschungsreisenden Eduard Glaser – dies wurde zu Rhodokanakis’ Lebensaufgabe.
Aus den Texten zog er bahnbrechende Erkenntnisse zu Wortschatz und Grammatik der altsüdarabischen Sprachen. Durch die Auswertung von Bau-, Grenz- und Bewässerungsinschriften gewann er aber auch wichtige Erkenntnisse über Bodenwirtschaft, Besitz- und Rechtsverhältnisse sowie Siedlungswesen und Verfassungsgeschichte im alten Südarabien. Er kann damit als (einer der) Begründer der Wissenschaft vom alten Südarabien (Sabäistik) gelten. Daneben widmete sich Rhodokanakis auch biblischen Studien. So übersetzte er Teile des Buches Hiob in dichterischer Nachempfindung. Auch über die Urtexte der Evangelien hielt er einige Vorträge.
Rhodokanakis wurden zu Lebzeiten viele Ehrungen zuteil: 1915 wurde er zum korrespondierenden Mitglied, 1919 zum wirklichen Mitglied der Akademie der Wissenschaften in Wien gewählt. Die Royal Asiatic Society of Great-Britain and Ireland ernannte ihn 1923 zum Ehrenmitglied; außerdem war er Fellow der Alma Egan Hyatt Foundation in New York. Die Deutsche Morgenländische Gesellschaft (DMG) verlieh Rhodokanakis im September 1935 – als erstem Träger dieser Auszeichnung – die Lidzbarski-Medaille, welche ihm Adolf Grohmann auf dem XIX. Internationalen Orientalistenkongress in Rom überreichte.

## Werke
- Al-Hansâ’ und ihre Trauerlieder. In: Sitzungsberichte der Philosophisch-Historischen Classe der Kaiserlichen Akademie der Wissenschaften, Wien, Band 147 (1904), IV. Abhandlung.
- Die äthiopischen Handschriften der k.k. Hofbibliothek zu Wien. In: Sitzungsberichte der Philosophisch-Historischen Classe der Kaiserlichen Akademie der Wissenschaften, Wien, Band 151 (1906), IV. Abhandlung.
- Der vulgärarabische Dialekt im Dofār (Zfār).
  - I. Prosaische und poetische Texte, Übersetzung und Indices (= Südarabische Expedition. Band 8). Kaiserliche Akademie der Wissenschaften, Wien 1908.
  - II. Einleitung, Glossar und Grammatik (= Südarabische Expedition. Band 10). Kaiserliche Akademie der Wissenschaften, Wien 1911.
- Hrsg. mit David Heinrich von Müller: Eduard Glasers Reise nach Mârib. Alfred Hölder, Wien 1913.
- Der Grundsatz der Öffentlichkeit in den südarabischen Urkunden. In: Sitzungsberichte der Philosophisch-Historischen Classe der Kaiserlichen Akademie der Wissenschaften, Wien, Band 177 (1915), 2. Abhandlung.
- Studien zur Lexikographie und Grammatik des Altsüdarabischen.
  - I. Heft. In: Sitzungsberichte der Philosophisch-Historischen Classe der Kaiserlichen Akademie der Wissenschaften, Wien, Band 178 (1915), 4. Abhandlung.
  - II. Heft. In: Sitzungsberichte der Philosophisch-Historischen Classe der Kaiserlichen Akademie der Wissenschaften, Wien, Band 185 (1917), 3. Abhandlung.
  - III. Heft. In: Sitzungsberichte der Akademie der Wissenschaften in Wien, Philosophisch-historische Klasse, Band 213 (1931), 3. Abhandlung.
- Katabanische Texte zur Bodenwirtschaft.
  - Erste Folge. In: Sitzungsberichte der Akademie der Wissenschaften in Wien, Philosophisch-historische Klasse, Band 194 (1919), 2. Abhandlung.
  - Zweite Folge. In: Sitzungsberichte der Akademie der Wissenschaften in Wien, Philosophisch-historische Klasse, Band 198 (1922), 2. Abhandlung.
- Die Inschriften an der Mauer von Kohlān-Timna. In: Sitzungsberichte der Akademie der Wissenschaften in Wien, Philosophisch-historische Klasse, Band 200 (1924).
- Das öffentliche Leben in den alten südarabischen Staaten. In: Ditlef Nielsen (Hrsg.): Handbuch der altarabischen Altertumskunde. Band 1, Kopenhagen 1927, S. 109 ff.
- Altsabäische Texte I. In: Sitzungsberichte der Akademie der Wissenschaften in Wien, Philosophisch-historische Klasse, Band 206 (1927).
- Altsabäische Texte II. In: Wiener Zeitschrift für die Kunde des Morgenlandes Band 39 (1932), S. 173–226.
- Zur Interpretation altsüdarabischer Inschriften I. In: Wiener Zeitschrift für die Kunde des Morgenlandes, Band 43 (1936), S. 21–76 (fortgesetzt von Maria Höfner).

Herausgeberschaft/Übersetzung
- Der Diwân des ’Ubaid-Allâh Ibn Kais ar-Rukajjât. In: Sitzungsberichte der Philosophisch-Historischen Classe der Kaiserlichen Akademie der Wissenschaften, Wien, Band 144 (1902), X. Abhandlung.
- Altsüdarabische Inschriften. in: Hugo Greßmann (Hrsg.): Altorientalische Texte zum Alten Testament. 2. Auflage, Verlag Walter de Gruyter & Co., Berlin/Leipzig 1926, S. 463–471.
- Das Buch Hiob. In: Wiener Zeitschrift für die Kunde des Morgenlandes, Band 45 (1938), S. 169–190.